# 全南日報
全南日報（전남일보　チョンナムイルポ）は光州広域市に本社を置く地方新聞社である。
1989年1月7日全南日報として創刊し、同年8月には社屋を新築して移転した。元は夕刊紙であったが 2001年2月1日付で朝刊紙へ切り替えとなった。
総発行面数は地方版もあわせて116面。 地域別販売比率は全羅道95%,中央5%となっている。